# Украина на Европейских играх 2015
Украина на I Европейских играх, которые прошли в июне 2015 года в столице Азербайджана, в городе Баку, была представлена 246 спортсменами, большинство из которых — основа на Олимпийские Игры 2016 года. Украинская команда выступала в 19 из 20 видах спорта. Единственным видом спорта, где не представлены были украинцы — лёгкая атлетика.

## Награды

### Золото
| Золото |                                                             |                                                        |
| #      | Спортсмен(ы)                                                | Вид спорта (дисциплина)                                |
| 1      | Алина Стадник-Махиня                                        | Вольная борьба (до 69 кг)                              |
| 2      | Георгий Иваницкий, Маркиян Ивашко, Виктор Рубан             | Стрельба из лука (командное первенство, мужчины)       |
| 3      | Олег Верняев                                                | Спортивная гимнастика (абсолютное первенство, мужчины) |
| 4      | Олег Верняев                                                | Спортивная гимнастика (опорный прыжок, мужчины)        |
| 5      | Андрей Хлопцов                                              | Плавание (баттерфляй, 50 м)                            |
| 6      | Ольга Харлан, Елена Краватская, Алина Комащук, Ольга Жовнир | Фехтование (командная сабля)                           |
| 7      | Инна Черняк                                                 | Дзюдо (до 57 кг, слепые)                               |
| 8      | Андрей Ягодка                                               | Фехтование (сабля)                                     |

### Серебро
| Серебро |                                                                                     |                                                               |
| #       | Спортсмен(ы)                                                                        | Вид спорта (дисциплина)                                       |
| 1       | Димитрий Тимченко                                                                   | Греко-римская борьба (от 98 кг)                               |
| 2       | Жан Беленюк                                                                         | Греко-римская борьба (от 85 кг)                               |
| 3       | Олег Верняев, Игорь Радивилов, Никита Ермак                                         | Спортивная гимнастика (командное первенство)                  |
| 4       | Юлия Ткач                                                                           | Вольная борьба (до 63 кг)                                     |
| 5       | Татьяна Лавренчук                                                                   | Вольная борьба (до 58 кг)                                     |
| 6       | Анна Соловей                                                                        | Велоспорт (индивидуальная гонка с раздельным стартом)         |
| 7       | Анна Ризатдинова                                                                    | Художественная гимнастика (индивидуальное первенство, мяч)    |
| 8       | Анна Ризатдинова                                                                    | Художественная гимнастика (индивидуальное первенство, булавы) |
| 9       | Анастасия Возняк, Евгения Гомон, Александра Гридасова, Валерия Гудым, Елена Дмитраш | Художественная гимнастика (групповое первенство, ленты)       |
| 10      | Александр Поминов                                                                   | Дзюдо (от 90 кг, слепые)                                      |
| 11      | Елена Сайко                                                                         | Самбо (до 64 кг)                                              |
| 12      | Анна Зарицкая, Виктория Пацюк, Кристина Мацько                                      | Баскетбол 3×3                                                 |
| 13      | Андрей Гривко                                                                       | Велоспорт (индивидуальная гонка)                              |
| 14      | Геворг Манукян                                                                      | Бокс (91 кг)                                                  |

### Бронза
| Бронза | |                                                                   |
| #      | Спортсмен(ы)                                                                                            | Вид спорта (дисциплина)                                           |
| 1      | Дмитрий Пышков                                                                                          | Борьба (до 75 кг)                                                 |
| 2      | Яна Нарижная, Елизавета Яхно                                                                            | Синхронное плавание (Дуэты)                                       |
| 3      | Валерия Апрельева, Анна Есипова, Вероника Гришко, Валерия Бережная, Алина Шинкаренко, Екатерина Ткачёва | Синхронное плавание (командное первенство)                        |
| 4      | Валерия Апрельева, Анна Есипова, Вероника Гришко, Валерия Бережная, Алина Шинкаренко, Екатерина Ткачёва | Синхронное плавание (свободная программа)                         |
| 5      | Георгий Иваницкий, Лидия Сиченикова                                                                     | Стрельба из лука (смешанная команда)                              |
| 6      | Марина Повх, Анастасия Тодорова                                                                         | Гребля на байдарках и каноэ (байдарки-двойки, 200 м)              |
| 7      | Валерий Андрейцев                                                                                       | Вольная борьба (до 97 кг)                                         |
| 8      | Лидия Сиченикова, Вероника Марченко, Анастасия Павлова                                                  | Стрельба из лука (командное первенство)                           |
| 9      | Андрей Хлопцов                                                                                          | Плавание (спина, 50 м)                                            |
| 10     | Анастасия Возняк, Евгения Гомон, Александра Гридасова, Валерия Гудым, Елена Дмитраш                     | Художественная гимнастика (групповое первенство, булавы и обручи) |

## Состав команды
Борьба
Греко-римская борьба
- Жан Беленюк
- Денис Демьянков
- Дмитрий Косенок
- Николай Кучмий
- Дмитрий Пышков
- Николай Савченко
- Дмитрий Тимченко
- Александр Шишман

Велоспорт
 Велоспорт-маунтинбайк
- Сергей Рысенко
- Яна Беломоина

 Карате
- Ярослав Горуна
- Илья Никулин
- Екатерина Крива

 Триатлон
- Иван Иванов
- Егор Мартыненко
- Алексей Сюткин
- Юлия Елистратова
- Инна Рыжих
- Александра Степаненко

## Результаты

### Борьба
В соревнованиях по борьбе разыгрывалось 24 комплекта наград. По 8 у мужчин и женщин в вольной борьбе и 8 в греко-римской. Турнир проходил по олимпийской системе с выбыванием. В утешительный раунд попадали участники, проигравшие в своих поединках будущим финалистам соревнований. Каждый поединок состоит из двух раундов по 3 минуты, победителем становится спортсмен, набравший большее количество баллов. По окончании схватки, в зависимости от результатов в каждом из раундов спортсменам начисляются классификационные очки.
Мужчины
Греко-римская борьба
Легенда:

VT — победа на туше;

PP — победа по очкам с техническим баллом у проигравшего;

PO — победа по очкам без технического балла у проигравшего;

SP — техническое превосходство, победа по очкам с разницей более, чем в 6 баллов с техническим баллом у проигравшего;

ST — техническое превосходство, победа по очкам с разницей более, чем в 6 баллов без технического балла у проигравшего;

| Соревнование | Спортсмены       | Первый раунд                   | 1/8 финала                     | Четвертьфинал                  | Полуфинал                       | Финал                           | Место |
| Соревнование | Спортсмены       | Соперник Результат             | Соперник Результат             | Соперник Результат             | Соперник Результат              | Соперник Результат              | Место |
| ------------ | ---------------- | ------------------------------ | ------------------------------ | ------------------------------ | ------------------------------- | ------------------------------- | ----- |
| до 59 кг     | Дмитрий Косенок  | С. Дауров (BLR) П 0:4 (ST)     | не участвовал                  | Турнир за 3-е место            | Турнир за 3-е место             | Турнир за 3-е место             | 24    |
| до 59 кг     | Дмитрий Косенок  | С. Дауров (BLR) П 0:4 (ST)     | не участвовал                  | Т. Бельмадани (FRA) П 0:4 (ST) | Завершил выступление            | Завершил выступление            | 24    |
| до 66 кг     | Денис Демьянков  | Т. Валимаки (FIN) В 3:1 (PP)   | К. Ягер (HUN) В 3:1 (PP)       | М. Маш (GER) В 3:0 (PO)        | А. Сурков (RUS) П 0:3 (PO)      | Турнир за 3-е место             | 5     |
| до 66 кг     | Денис Демьянков  | Т. Валимаки (FIN) В 3:1 (PP)   | К. Ягер (HUN) В 3:1 (PP)       | М. Маш (GER) В 3:0 (PO)        | А. Сурков (RUS) П 0:3 (PO)      | И. Леваи (SVK) П 1:3 (PP)       | 5     |
| до 71 кг     | Николай Савченко | не участвовал                  | Д. Рутковский (POL) В 4:0 (ST) | С. Костадинов (BUL) П 1:3 (PP) | Завершил выступление            | Завершил выступление            | 7     |
| до 75 кг     | Дмитрий Пышков   | П. Мануилидис (GRE) В 4:0 (ST) | Н. Жугай (CRO) В 3:1 (PP)      | М. Мадсен (DEN) В 3:1 (PP)     | В. Немеш (SRB) П 1:3 (PP)       | Турнир за 3-е место             | 3     |
| до 75 кг     | Дмитрий Пышков   | П. Мануилидис (GRE) В 4:0 (ST) | Н. Жугай (CRO) В 3:1 (PP)      | М. Мадсен (DEN) В 3:1 (PP)     | В. Немеш (SRB) П 1:3 (PP)       | П. Айзеле (GER) В 3:1 (PP)      | 3     |
| до 80 кг     | Александр Шишман | не участвовал                  | Е. Салеев (RUS) П 0:3 (PO)     | Турнир за 3-е место            | Турнир за 3-е место             | Турнир за 3-е место             | 5     |
| до 80 кг     | Александр Шишман | не участвовал                  | Е. Салеев (RUS) П 0:3 (PO)     | не участвовал                  | Ю. Матузевичюс (LTU) В 3:1 (PP) | В. Сосуновский (BLR) П 0:3 (PO) | 5     |
| до 85 кг     | Жан Беленюк      | Д. Франькович (SRB) В 4:0 (ST) | А. Тамаш (ROU) В 3:0 (PO)      | М. Басар (TUR) В 3:1 (PP)      | М. Манукян (ARM) В 4:1 (SP)     | Д. Чакветадзе (RUS) П 1:3 (PP)  | 2     |
| до 98 кг     | Дмитрий Тимченко | не участвовал                  | Л. Кесидис (GRE) В 3:0 (PO)    | М. Нумонви (FRA) В 3:0 (PO)    | Т. Дейниченко (BLR) В 3:1 (PP)  | И. Магомедов (RUS) П 0:3 (PO)   | 2     |
| до 130 кг    | Николай Кучмий   | не проводится                  | С. Шариати (AZE) П 0:4 (ST)    | Не участвовал                  | Турнир за 3-е место             | Турнир за 3-е место             | 9     |
| до 130 кг    | Николай Кучмий   | не проводится                  | С. Шариати (AZE) П 0:4 (ST)    | Не участвовал                  | Я. Каджая (GEO) П 1:3 (PP)      | Завершил выступление            | 9     |

### Велоспорт

#### Маунтинбайк
Соревнования по маунтинбайку проводилились в построенном специально для игр велопарке. Дистанция у мужчин составляла 36,7 км, а у женщин — 27,9 км.
Мужчины
| Соревнование | Спортсмены     | Результат | Место | Отставание |
| ------------ | -------------- | --------- | ----- | ---------- |
| Кросс-кантри | Сергей Рысенко | 1:48:37   | 16    | +7:33      |

Женщины
| Соревнование | Спортсмены    | Результат | Место | Отставание |
| ------------ | ------------- | --------- | ----- | ---------- |
| Кросс-кантри | Яна Беломоина | 1:35:47   | 7     | +4:42      |

### Гребля на байдарках и каноэ
Соревнования по гребле на байдарках и каноэ проходили в городе Мингечевир на базе олимпийского учебно-спортивного центра «Кюр». Разыгрывалось 15 комплектов наград. В каждой дисциплине соревнования проходили в три этапа: предварительный раунд, полуфинал и финал.
Мужчины
| Соревнование     | Спортсмены     | Предварительный раунд | Предварительный раунд | Предварительный раунд | Полуфинал | Полуфинал | Полуфинал | Финал    | Финал   | Итоговое место |
| Соревнование     | Спортсмены     | Заплыв                | Время                 | Место                 | Заплыв    | Время     | Место     | Время    | Место   | Итоговое место |
| ---------------- | -------------- | --------------------- | --------------------- | --------------------- | --------- | --------- | --------- | -------- | ------- | -------------- |
| K-1, 1000 метров | Виталий Цуркан | 4                     | 3:44,533              | 5 (Q)                 | 3         | 3:31,925  | 6 (QB)    | Финал B  | Финал B | 17             |
| K-1, 1000 метров | Виталий Цуркан | 4                     | 3:44,533              | 5 (Q)                 | 3         | 3:31,925  | 6 (QB)    | 3:40,063 | 8       | 17             |

Женщины
| Соревнование    | Спортсмены                                               | Предварительный раунд | Предварительный раунд | Предварительный раунд | Полуфинал      | Полуфинал      | Полуфинал      | Финал    | Финал | Итоговое место |
| Соревнование    | Спортсмены                                               | Заплыв                | Время                 | Место                 | Заплыв         | Время          | Место          | Время    | Место | Итоговое место |
| --------------- | -------------------------------------------------------- | --------------------- | --------------------- | --------------------- | -------------- | -------------- | -------------- | -------- | ----- | -------------- |
| K-4, 500 метров | Мария Кичасова Мария Повх Анастасия Тодорова Инна Грищун | 1                     | 1:35,613              | 3 (Q)                 | не участвовали | не участвовали | не участвовали | 1:35,325 | 6     | 6              |

### Карате
Соревнования по карате проходили в Бакинском кристальном зале. В каждой весовой категории принимали участие по 8 спортсменов, разделённых на 2 группы. Из каждой группы в полуфинал выходили по 2 спортсмена, которые по системе плей-офф разыгрывали медали Европейских игр.
Мужчины
| Соревнование | Спортсмены     | Групповой этап         | Групповой этап         | Групповой этап          | Групповой этап | 1/2 финала           | Финал                | Итоговое место       |
| Соревнование | Спортсмены     | 1 поединок             | 2 поединок             | 3 поединок              | Место          | 1/2 финала           | Финал                | Итоговое место       |
| ------------ | -------------- | ---------------------- | ---------------------- | ----------------------- | -------------- | -------------------- | -------------------- | -------------------- |
| До 75 кг     | Илья Никулин   | Группа A               | Группа A               | Группа A                | Группа A       | Завершил выступление | Завершил выступление | Завершил выступление |
| До 75 кг     | Илья Никулин   | Р. Агаев (AZE) П 0:3   | Р. Садыков (LAT) Н 1:1 | Э. Эльтемур (TUR) П 0:4 | 4              | Завершил выступление | Завершил выступление | Завершил выступление |
| До 84 кг     | Ярослав Горуна | Группа B               | Группа B               | Группа B                | Группа B       | Завершил выступление | Завершил выступление | Завершил выступление |
| До 84 кг     | Ярослав Горуна | К. Гриллон (FRA) В 1:0 | А. Мамаев (AZE) П 3:6  | М. Цанос (GRE) П 0:8    | 3              | Завершил выступление | Завершил выступление | Завершил выступление |

Женщины
| Соревнование | Спортсмены      | Групповой этап        | Групповой этап       | Групповой этап            | Групповой этап | 1/2 финала             | Финал                 | Итоговое место |
| Соревнование | Спортсмены      | 1 поединок            | 2 поединок           | 3 поединок                | Место          | 1/2 финала             | Финал                 | Итоговое место |
| ------------ | --------------- | --------------------- | -------------------- | ------------------------- | -------------- | ---------------------- | --------------------- | -------------- |
| До 50 кг     | Екатерина Крива | Группа B              | Группа B             | Группа B                  | Группа B       | С. Озчелик (TUR) П 0:0 | За 3-е место          | 4              |
| До 50 кг     | Екатерина Крива | А. Реккья (FRA) Н 0:0 | Д. Бугур (GER) В 1:0 | М. Кулинкович (BLR) Н 0:0 | 2 (Q)          | С. Озчелик (TUR) П 0:0 | А. Реккья (FRA) П 0:0 | 4              |

### Триатлон
Соревнования по триатлону состояли из 3 этапов — плавание (1,5 км), велоспорт (40 км), бег (9,945 км).
Мужчины
| Соревнование | Спортсмены      | Плавание | Смена | Велоспорт | Смена | Бег   | Итоговое время | Место | Отставание |
| ------------ | --------------- | -------- | ----- | --------- | ----- | ----- | -------------- | ----- | ---------- |
| Мужчины      | Егор Мартыненко | 19:28    | 0:42  | 57:37     | 0:25  | 31:55 | 1:50:11        | 10    | +1:40      |
| Мужчины      | Алексей Сюткин  | 19:19    | 0:49  | 57:46     | 0:27  | 32:37 | 1:50:58        | 15    | +2:27      |
| Мужчины      | Иван Иванов     | 19:31    | 0:44  | 57:40     | 0:26  | 35:10 | 1:53:31        | 28    | +5:00      |

Женщины
| Соревнование | Спортсмены            | Плавание | Смена | Велоспорт | Смена | Бег   | Итоговое время | Место | Отставание |
| ------------ | --------------------- | -------- | ----- | --------- | ----- | ----- | -------------- | ----- | ---------- |
| Женщины      | Юлия Елистратова      | 21:35    | 0:50  | 1:05:28   | 0:32  | 34:46 | 2:03:11        | 4     | +2:43      |
| Женщины      | Инна Рыжих            | 20:43    | 0:49  | 1:06:25   | 0:28  | 38:09 | 2:06:34        | 19    | +6:06      |
| Женщины      | Александра Степаненко | 21:35    | 0:52  | 1:05:31   | 0:30  | 40:05 | 2:08:33        | 26    | +8:05      |